# Apistogramma agassizii
Apistogramma agassizii es una especie de peces de la familia Cichlidae en el orden de los Perciformes.

## Morfología
Cíclido enano americano más bien alargado; comprimido lateralmente, aleta caudal lanceolada en el macho y redondeada en la hembra. Las aletas dorsales y anales en los machos se alargan y son puntiagudas, llegando a rebasar la aleta caudal 
Es prácticamente imposible establecer un patrón de colorido de esta especie, pues además de que la extensión de su hábitat es enorme, prácticamente en cada una rio, en cada tramo hay una variedad cromática distinta. 
De manera general que no exacta, se puede decir que el color de fondo del cuerpo es o marrón claro, o gris o azul. 
Que una raya oscura más o menos marcada recorre horizontalmente el cuerpo desde el hocico hasta la cola.( línea lateral) 
El cuerpo presenta puntos fluorescentes de distintos colores según la variedad. 
Otra raya negra, más o menos marcada según cuál sea, va oblicua de la parte inferior de ojo hasta la parte inferior del opérculo. 
Como ya se ha dicho es difícil hablar de colorido, se puede decir que básicamente presentas tres colores básicos amarillo azul y rojo, en todas sus variantes y tonos. 
Las aletas ventral dorsal y anal básicamente amarillas con radios en azul o en rojo o en los dos. 
La caudal desde el azul, al rojo al negro con radios y ribetes de otros colores, imposible pues decir un patrón. 
Pueden alcanzar los 9cm de longitud.

## Distribución geográfica
Se encuentran en Sudamérica: río Amazonas (Perú y Brasil ). 